# REWE
Rewe (ou, en version stylisée, REWE) est une chaîne de supermarchés allemande ainsi que la marque principale du groupe Rewe, dont le siège social est à Cologne. Son nom provient d'une abréviation du nom original « Revisionsverband der Westkauf-Genossenschaften » (Union d'audit des coopératives de Westkauf). Opérant environ 3 300 magasins, Rewe est le deuxième plus grand détaillant alimentaire en Allemagne derrière EDEKA.

## Histoire
L'histoire de Rewe remonte à l'association de révision des coopératives de Westkauf, qui, à partir de 1927, était principalement responsable de l'achat de marchandises pour ses membres. Il s'agissait de marchands organisés en coopérative mais largement indépendants. Après son expansion dans les années 1930 et son effondrement pendant la Seconde Guerre mondiale, l'entreprise reprit ses activités en août 1945. Grâce à des acquisitions dans les années 1960 et 1970, de plus en plus de nouveaux supermarchés et marques sont passés sous l'égide de Rewe. Afin de promouvoir la coopération entre filiales et investissements, la structure organisationnelle a été réformée en 1972.

## Particularités

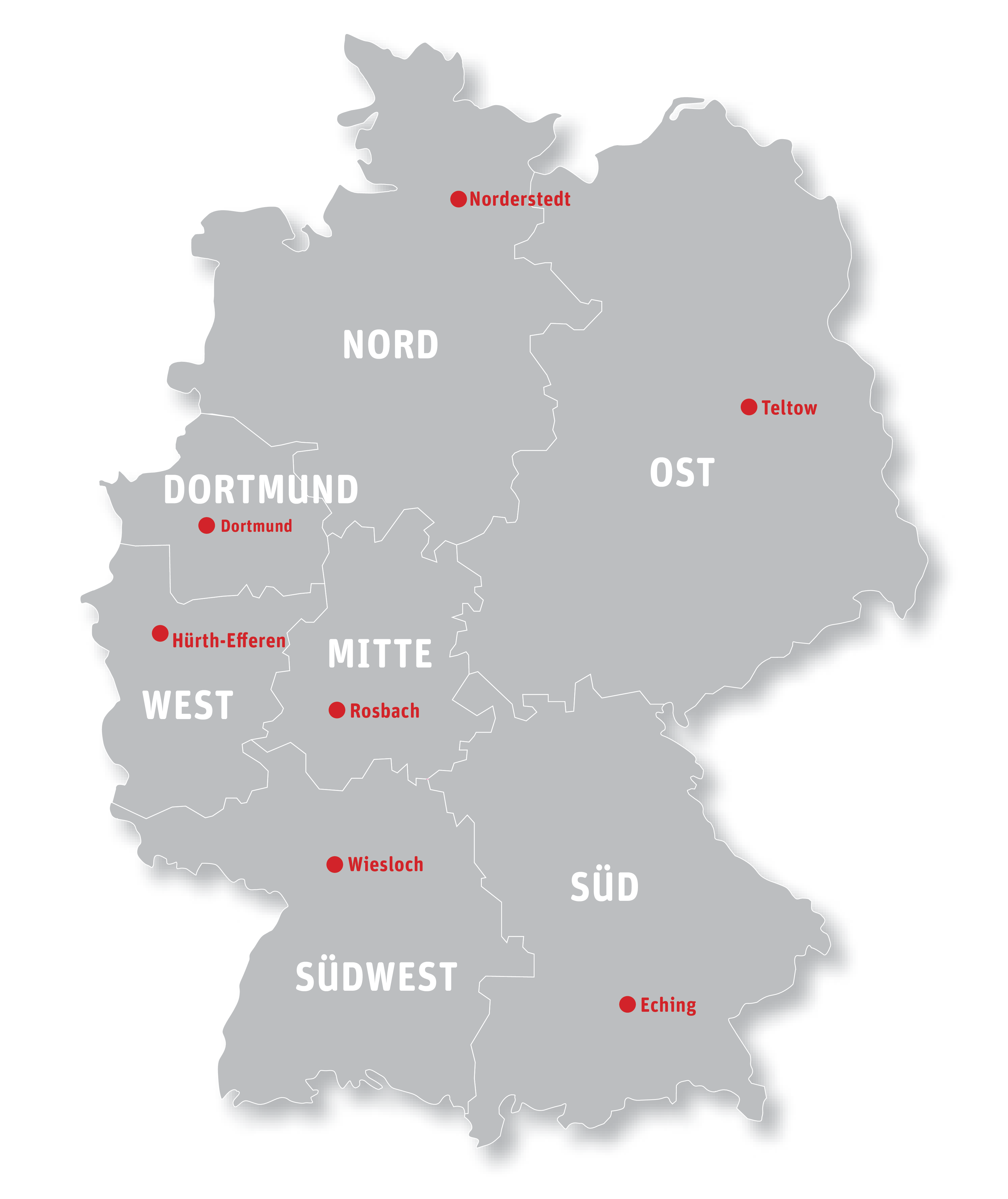
Zones d'opération régionales des magasins REWE.

En 2011, l'entreprise a lancé un service de livraison qui a été progressivement étendu à des sites dans toute l'Allemagne. Avec cette approche, Rewe est devenu un pionnier de la livraison de produits d’épicerie en ligne en Allemagne. Depuis 2015, le groupe annonce son intention d'investir davantage dans sa présence en ligne.
Leurs propres produits de marque de magasin sont commercialisés sous les marques ja! (« oui ! », entrée de gamme) ; REWE Beste Wahl (« prix normaux REWE », produits courants) ; REWE Feine Welt (« REWE monde raffiné », produits de qualité supérieure) ; REWE Bio (produits bio) ; REWE Bio + vegan ; REWE frei von (« Rewe sans... », produits sans allergènes) ; REWE Regional et REWE to go (produits à emporter).
Rewe exploite différents types de supermarchés :
- REWE, supermarché d'une superficie de 500 à 3500 m² ;
- REWE Center, grande surface comme hypermarché ou grand magasin libre-service d'une superficie de 3500 à plus de 6000 m² ;
- REWE To Go, magasin de proximité d'une superficie allant jusqu'à 300 m² ;
- Nahkauf, fournisseur local, tenu par des commerçants indépendants, d'une superficie de 400 à 800 m².

À partir de mai 2009, Rewe a continué à exploiter des petits supermarchés d'une superficie de 500 à 1 000 m² sous le type REWE City.

## Anecdotes
Le club de Bundesliga 1. FC Cologne est sponsorisé par Rewe jusqu'à la fin de la saison 2020-21.